# Fred Fakler
Fred Fakler (n. 15 decembrie 1877, Brașov – d. 19 septembrie 1943, Brașov) a fost un scriitor sas din Transilvania.
A urmat cursurile școlii reale din Brașov și mai târziu s-a înscris la școala de cadeți din Sibiu. După o scurtă carieră militară s-a orientat spre literatură. A avut contacte cu cercul literar format în jurul lui Peter Altenberg la Viena. După ce a ieșit din armată, Fakler a călătorit la Viena, Berlin, München și apoi iarăși la Brașov. 
A lucrat ca ajutor de redactor la publicațiile Kronstädter Zeitung, apoi la Siebenbürgisch-Deutsches Tageblatt, colaborând din când în când și la publicațiile Simplicissimus, Meggendorfer Blätter și Die Karpathen.
A luptat ca voluntar în Primul Război Mondial, ajungând la grdul de locotenent-major. În perioada interbelică s-a stabilt la București, unde s-a ocupat și cu ziaristica și a frecventat cercurile artistice. Din această periodă se păstrează o pictură de Eduard Morres, cu titlul Der Desillusionierte (Deziluzionatul), în care Fred Fakler apare alături de pictorul brașovean Hans Eder.
A murit uitat la Brașov.
Romanul său Das Gespenst (Stafia) publicat în 1905 la Viena și Leipzig, îl situează pe Fakler printre cei mai importanți scriitori ai literaturii moderne germane din Transilvania.

## Scrieri
- Das Gespenst (Stafia), Viena și Leipzig, 1905